# Radiotélescope de Sardaigne
Le radiotélescope de Sardaigne (en italien Sardinia Radio Telescope ou SRT) est un instrument d'observation submillimétrique situé à San Basilio, à 35 kilomètres de Cagliari, sur l'île de Sardaigne en Italie, à une altitude de 600 mètres. Sa construction, qui a débuté en 2006, s'est achevée en 2012 et il a été inauguré en septembre 2013. Le radiotélescope, qui a couté 60 millions d'euros, est géré par l'Istituto nazionale di astrofisica.

## Caractéristiques techniques

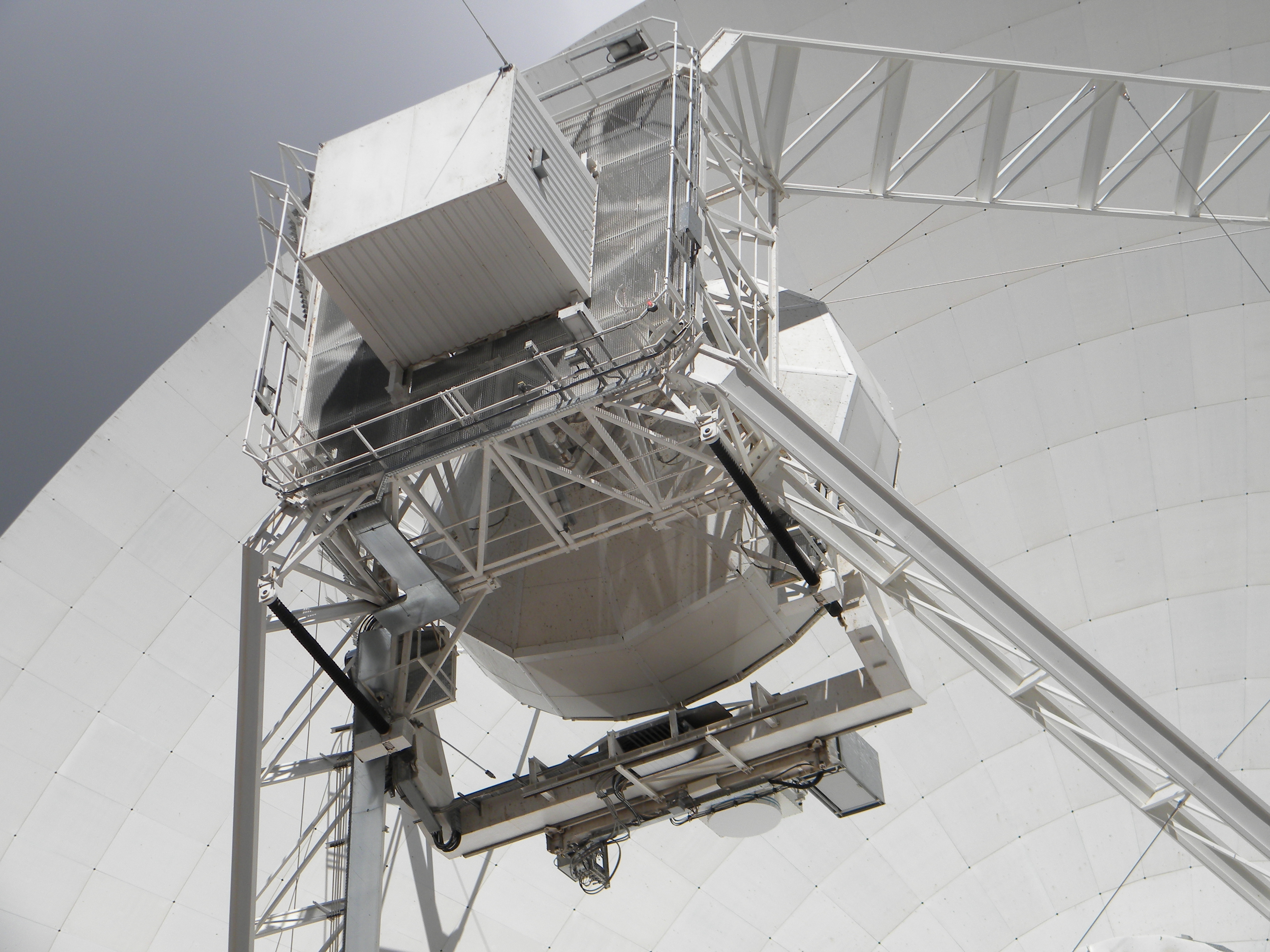
Détail du miroir secondaire du radiotélescope de Sardaigne

L'instrument de type grégorien comporte une antenne de  64 mètres de diamètre. Celle-ci est formée de 1008 panneaux d'aluminium dont les positions relatives sont contrôlées par des actionneurs qui compensent les déformations induites par la gravité, le vent et la température grâce à un réseau de capteurs. Le télescope peut recevoir des signaux compris entre 300 MHz et 115 GHz. Le télescope doit être utilisé pour capter les émissions radio provenant de l'Univers lointain émises par les pulsars, quasars et galaxies. L'instrument doit également servir  à analyser les mouvements de la croûte terrestre et à surveiller les astéroïdes géo croiseurs et les débris spatiaux. Enfin 20 % du temps est alloué aux communications avec les sondes spatiales. 